# 色立体

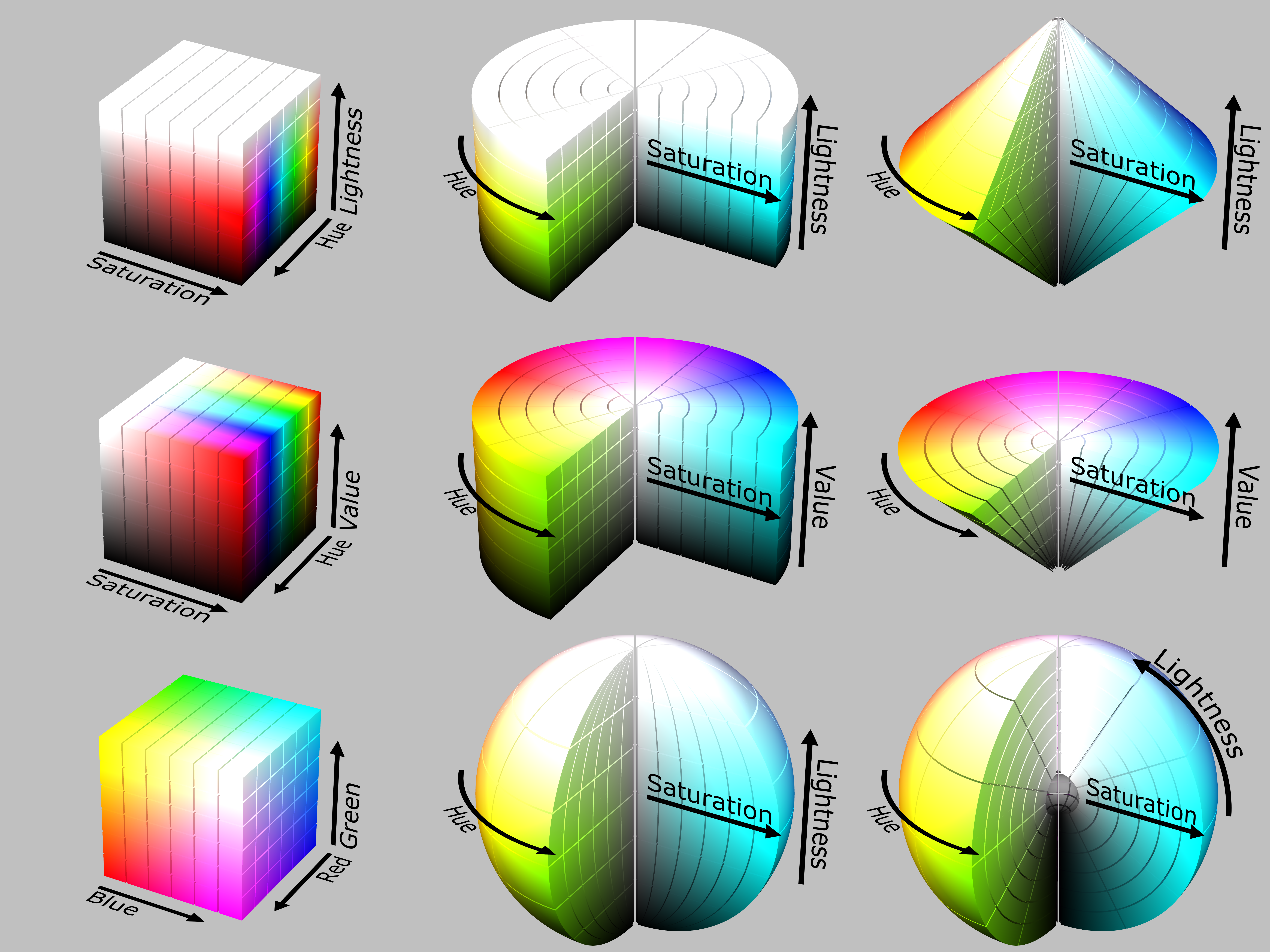
排列比较九个不同的HSL、HSV和RGB颜色模式色立体。

色立体是一种三维表示的色彩空间，类似于二维表示的色环。色立体额外增加的维度使得它可以额外多表现一个维度的色彩变化。二维色轮通常表现色相的变化（红，绿，蓝等）和明度（明暗层次），而色立体多了一个饱和度，这使得色立体可以在三维结构中表现出所有可能的颜色。

## 结构
不同的色彩学学者各自拥有设计独特的色立体。大多是球体，还有些扭曲的椭圆体——这些变化是为了可以更清楚的表现不同颜色之间的关系而设计的。菲利普·奥托·龙格和约翰·伊登设计的球体色立体是许多色立体的参照和原型。他们二人的模型基本相同，并成为往后的基础。
亮度相等的纯、饱和的色相围绕球体色立体赤道分布，同色环一样，对比（或互补）的颜色位于彼此相对。从赤道面朝球体中心移动，颜色变化越来越不饱和，直到中心轴的中性灰色。沿着球体色立体垂直移动，颜色会变得越来越亮（朝上）和越来越暗（朝下）。在上方，所有颜色以白色汇接；在下方，所有颜色以黑色汇接。
球体色立体的垂直轴是灰色的，它的底端到顶端黑色往白色逐渐变化。所有纯（饱和）的色相位于球体色立体的表面上，越深颜色变化越暗。所有不纯（不饱和色相，通过混合得到）的颜色组成球体色立体的内部，亮度同样也从上到下变化。

## 使用
艺术家和艺术评论家发型球体色立体是一个排列有色相，亮度和饱和度三个变量的非常有用的颜色系统，例如使用HSL颜色模式进行创作——在单一的观测图上，使用它作为在视觉艺术上构成和分析的辅助。